# Bouzov

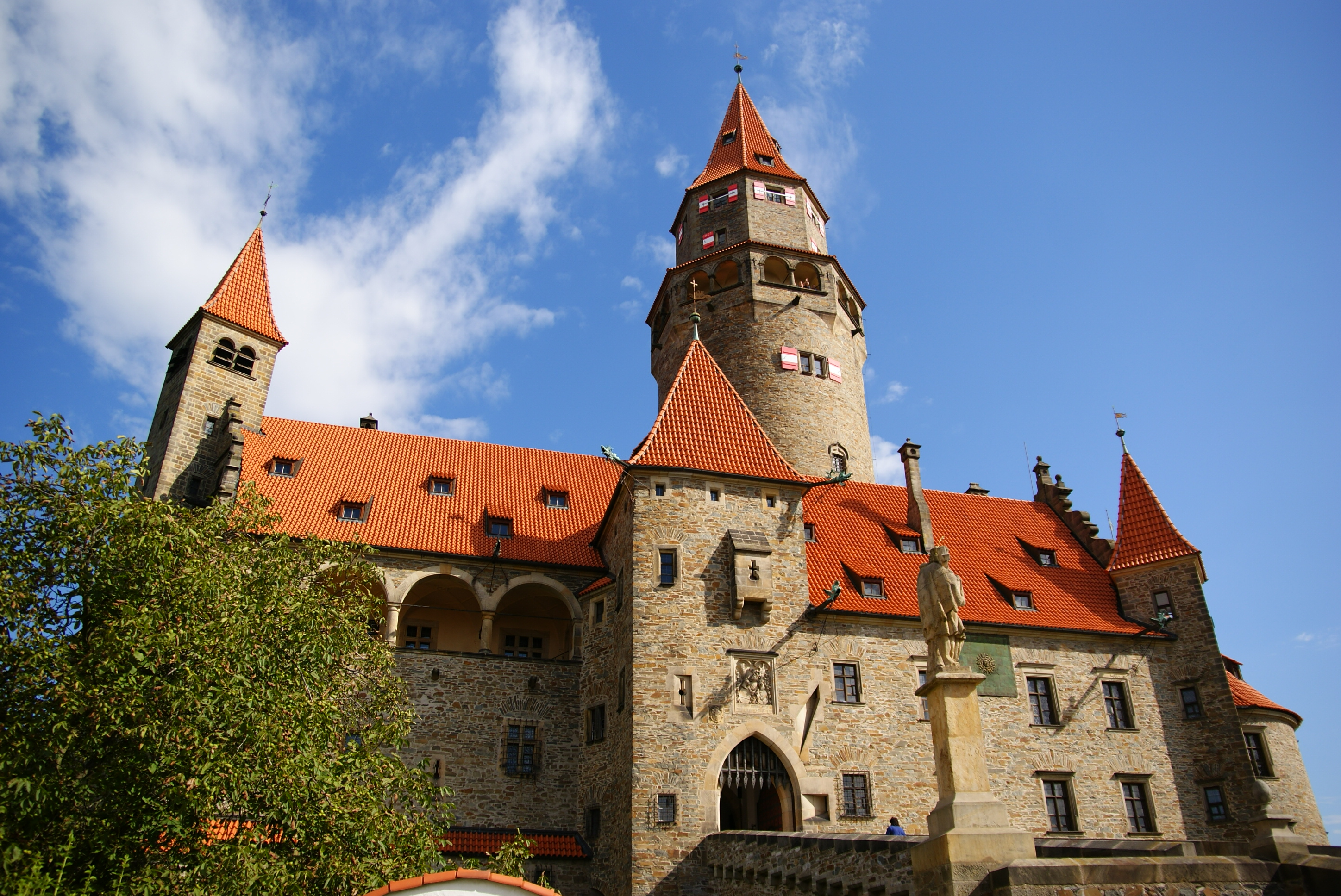
Burg Bouzov

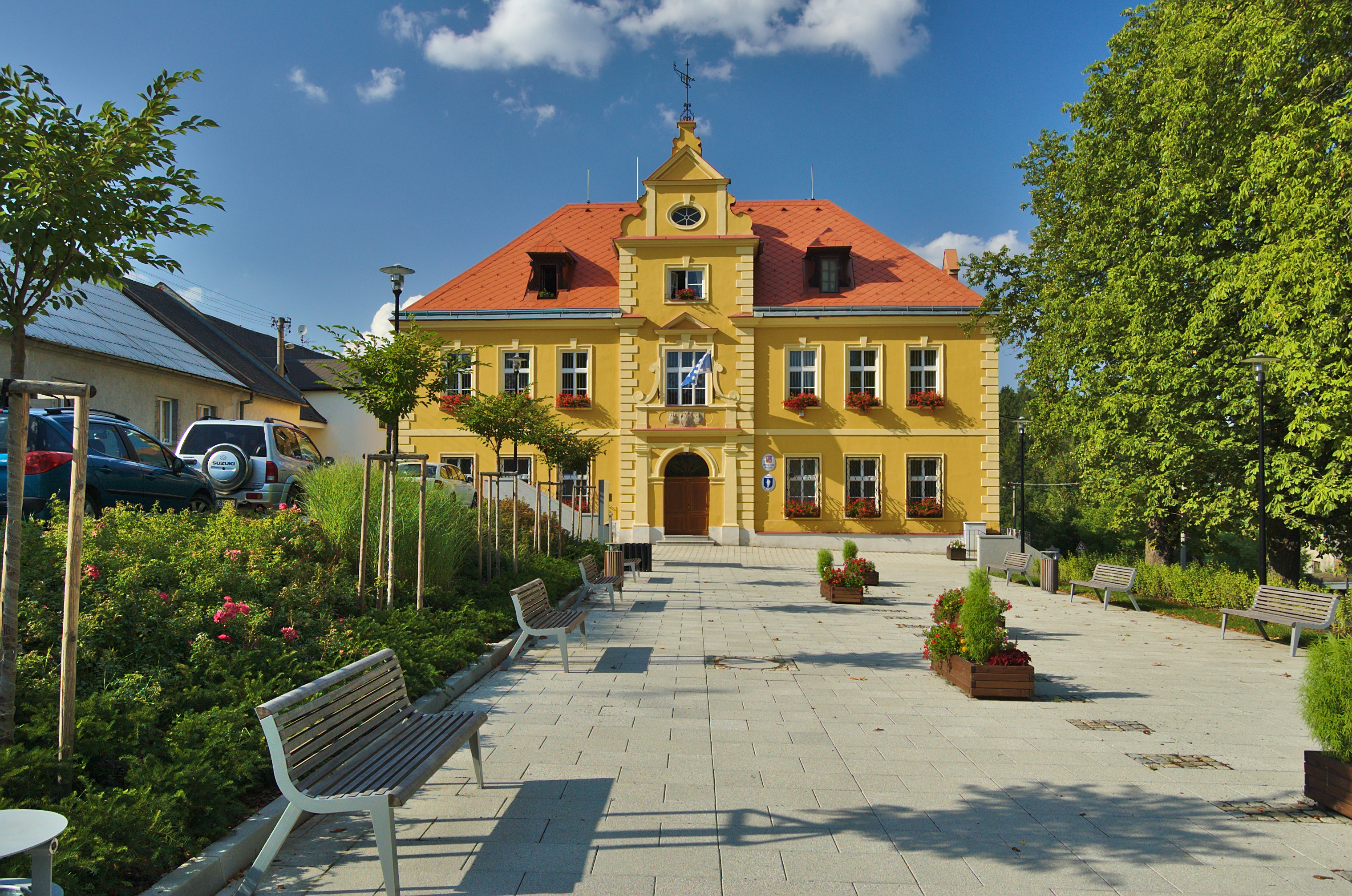
Gemeindeamt

Bouzov (deutsch Busau) ist eine Gemeinde in Tschechien. Sie liegt 30 Kilometer nordwestlich des Stadtzentrums von Olomouc im Drahaner Bergland und gehört zum Okres Olomouc.

## Geographie
Der Ort befindet sich in den nördlichen Ausläufern des Drahaner Berglandes hoch über dem Tal der Třebůvka. Südwestlich erhebt sich der Hauptgipfel des 459 m hohen Bakule, auf dessen Sattel der Ort angelegt wurde.
Nachbarorte sind Radnice und Jeřmaň im Norden, Obectov im Nordosten, Podolí im Osten, Olešnice, Hvozdečko und Javoříčko im Südosten, Kadeřín und Blažov im Süden, Svojanov im Südwesten, Kozov im Westen sowie Bezděkov nad Třebůvkou im Nordwesten.

## Geschichte
Der Ort entstand am östlichen Fuße der 1317 erstmals erwähnten Burg Bouzov und war den Burgherren untertänig. Zu den verschiedenen Adelsgeschlechtern, die sich als Besitzer der Burg und des Ortes ablösten, gehörten zu Beginn des 15. Jahrhunderts die Herren von Kunstadt und es wird vermutet, dass Georg von Podiebrad in Bouzov geboren wurde.
1695 kaufte der Deutsche Ritterorden die Herrschaft und blieb bis zur Aufhebung der Patrimonialherrschaften Besitzer von Busau. Bei der Schaffung neuer politischer Strukturen kam der Markt Busau 1850 zur Bezirkshauptmannschaft Littau. Die Entwicklung in dem Ort, der seit 1848 Selbständigkeit genoss und zuvor in wirtschaftlicher Abhängigkeit vom Burgherren gestanden war, stagnierte seit dieser Zeit. Der Orden ließ die Burg verfallen, und durch die Lage fern aller Hauptverkehrswege und der Eisenbahn verarmte Busau. Unter dem Hochmeister Eugen von Österreich-Teschen wurde die Burg wiederhergestellt und neogotisch umgestaltet.
Heute ist die weithin sichtbare Burg ein Anziehungspunkt für Touristen. In der Vorburg befindet sich eine Galerie.

## Ortsgliederung
Die Gemeinde Bouzov besteht aus den Ortsteilen Bezděkov (Besdiekau), Blažov (Blaschau), Bouzov (Busau), Doly (Hoffnungsthal), Hvozdečko (Wodetzko), Jeřmaň (Hermannsdorf), Kadeřín (Kaderschin), Kovářov (Kowarschow), Kozov (Kosow), Obectov (Obetzdorf), Olešnice (Woleschnitz), Podolí (Podol) und Svojanov (Swanau).
Grundsiedlungseinheiten sind Bezděkov, Blažov, Bouzov, Doly, Hvozdečko, Jeřmaň, Kadeřín, Kovářov, Kozov, Obectov, Olešnice, Podolí, Starý pivovar und Svojanov.
Das Gemeindegebiet gliedert sich in die Katastralbezirke Bezděkov nad Třebůvkou, Blažov, Bouzov, Doly u Bouzova, Hvozdečko, Jeřmaň, Kadeřín, Kovářov u Bouzova, Kozov, Obectov, Olešnice u Bouzova, Podolí u Bouzova und Svojanov u Bouzova.

## Sehenswürdigkeiten
- Burg Bouzov mit Parkanlage
- Statue der Jungfrau Maria
- Kapelle

## Wichtige Persönlichkeiten
- Hans Balatka (1825–1899), amerikanischer Komponist